# IC 3128-2
IC 3128-2 — галактика типу C  M (компактна змішана галактика) у сузір'ї Діва.
Цей об'єкт міститься в оригінальній редакції індексного каталогу.